# Aethiophenax ipidarius
Aethiophenax ipidarius är en spindeldjursart som först beskrevs av Redikortsev 1947.  Aethiophenax ipidarius ingår i släktet Aethiophenax, och familjen Acarophenacidae. Arten är reproducerande i Sverige.